# Музыка для декабря
«Музыка для декабря» — российский художественный фильм Ивана Дыховичного, снятый в 1995 году в России. Был представлен на Каннском кинофестивале.

## Сюжет
Начало девяностых (1992—1994), лето, Санкт-Петербург. Александр Ларин, преуспевший в Америке ленинградский художник, эмигрант последней (перестроечной) волны, возвращается на Родину и встречается со своей бывшей возлюбленной Анной и её дочерью Машей, которые живут на Дворцовой набережной. Чем закончится путешествие в страну, которой больше нет? И любви, и прежнего себя тоже нет. Прошлое настигает героя как возмездие…
Выясняется, что Анна теперь замужем за новым русским Самойловым, который беспросветно пьёт, играется с револьвером и в конце концов кончает жизнь самоубийством, а её дочь — Маша — в прошлом тайком от матери спала со своим отчимом Лариным, а в настоящее время состоит в отношениях с пасынком Самойлова — Митей, фотографом и музыкантом. После гибели Самойлова Митя, будучи единственным наследником бизнес-империи, становится подозреваемым в смерти отчима, однако он наотрез отказывается вступать в наследство, так как единственно возможной деятельностью считает для себя фотоискусство и музыку. Это стало причиной ссоры с Машей — алчной и циничной женщиной. Тем временем, Ларин трагически и нелепо умирает, получив смертельную рану от шальной пули в ресторане во время перестрелки бандитов. Его тело в цинковом гробу отправляют хоронить в США, после чего, во время прогулки на речном трамвае по каналам Санкт-Петербурга Анна откровенничает с Митей, признаётся, что дважды была беременна от Ларина — в первый раз сделала аборт, а во второй  — по большому блату ей устроили преждевременные роды на 23-й неделе, девочка родилась живой и её принесли в палату, чтобы заставить мать смотреть и дожидаться её смерти, — и за всё это не испытывает чувства стыда, как и за то, что радовалась смерти Самойлова. После этого Маше удалось как-то уговорить Митю уступить наследство ей, однако их романтические отношения на этом заканчиваются. В это же время Митя выпустил альбом «Музыка для декабря», который дал название киноленте, а мама Маши Анна сходит с ума.

## В ролях
- Елена Сафонова — Анна Берсенёва
- Дмитрий Дыховичный — Митя, музыкант и фотохудожник
- Григорий Гладий — Ларин
- Наталья Жукова — Маша
- Ирина Пиганова — Лера
- Николай Чиндяйкин — Самойлов
- Андрей Костюкевич — Расторгуев
- Вадим Степанцов
- Сергей Кальварский
- Ирина Основина
- Виктор Бычков — велосипедист

## Съёмочная группа
- Авторы сценария: Иван Дыховичный, Марина Шептунова
- Режиссёр: Иван Дыховичный
- Продюсер: Леонид Лебедев
- Оператор-постановщик: Сергей Козлов
- Композитор: Антон Батагов
- Художники-постановщики: Илья Пиганов, Владимир Аронин

## Награды и премии
- 1996 — Премия «Ника» за лучшую работу звукооператора — Екатерина Попова